# Henri Cournollet
Fernand Henri Jean Cournollet (* 19. Dezember 1882 in Villers-sur-Mer, Calvados, Frankreich; † 10. August 1971 in Reims, Marne, Frankreich) war ein französischer Curler.
Cournollet spielte als Skip in der französischen Mannschaft bei den I. Olympischen Winterspielen 1924 in Chamonix im Curling. Die Mannschaft gewann die olympische Bronzemedaille.

## Erfolge
- 3. Platz Olympische Winterspiele 1924